# Zwenkau
Zwenkau è una città di 9 280 abitanti della Sassonia, in Germania.

Appartiene al circondario (Landkreis) di Lipsia (targa L).

## Geografia fisica
Zwenkau ha quote dei laghi che si trovano su siti d'ex miniere a cielo aperto come il Cospudener See ed il Zwenkauer See.